# Edward Paget
Pour les articles homonymes, voir Paget.
Edward Paget est un officier et un homme politique britannique, né le 3 novembre 1775 et mort à Cowes le 13 mai 1849. Député aux Communes pour Caernarvon Boroughs (en) de 1796 à 1806, il mène ensuite une carrière militaire pendant laquelle il exerce des commandements importants dans la péninsule Ibérique. Après les guerres napoléoniennes, il est gouverneur de Ceylan, puis commandant en chef des troupes britanniques aux Indes.

## Famille
Edward Paget est le quatrième fils d'Henry Paget, 1er comte d'Uxbridge. Son frère aîné, Henry William Paget, est comme lui un officier et un homme politique. Un autre de ses frères, Arthur Paget, fit carrière dans la diplomatie, et deux autres frères devinrent officiers dans la Royal Navy.

## Carrière politique
En 1796, Edward Paget succède à son frère aîné Henry comme député aux Communes pour la circonscription de Caernarvon Boroughs (en). Son frère cadet, Charles Paget, lui succède en 1806.

## Carrière militaire
Edward Paget entre en 1792 comme cornette au 1er régiment des Life Guards. Le 1er décembre 1792, il passe comme capitaine au 54e régiment d'infanterie et accède au grade de major en 1793. Le 30 avril 1794, il devient lieutenant-colonel du 28e régiment d'infanterie, avec lequel il sert en Hollande. Envoyé à Gibraltar, puis en Méditerranée, Paget participe à la bataille du cap Saint-Vincent. Fait aide de camp du roi et colonel le 1er janvier 1798, il participe à la prise de Minorque (en) puis, en 1801, à la fin de la campagne d'Égypte pendant laquelle il est blessé.
Après avoir accompagné comme otage les Français dans leur trajet de retour d'Égypte, Paget retourne en Angleterre, est promu brigadier-général en octobre 1803 puis major-général le 1er janvier 1805. Il effectue diverses missions en mer du Nord avant d'être envoyé en Méditerranée en juin 1806 où il prend le commandement de la réserve britannique en Sicile. Fait colonel du 80e régiment d'infanterie le 23 février 1808, il accompagne au mois d'avril le général John Moore en Suède.
Envoyé en avril 1808 au Portugal, il y prend le commandement de l'avant-garde de l'armée dirigée par Hew Dalrymple. Passé en Espagne auprès de Moore, il participe à la retraite vers La Corogne, au cours de laquelle il remporte un combat d'arrière-garde à Cacabelos contre la cavalerie du général Colbert. Pendant le combat de Lugo, sa division se tient à gauche du dispositif britannique, mais n'est pas engagée. Lors de la bataille de La Corogne, Paget commande la division de réserve, et s'y distingue.
De retour dans la péninsule Ibérique au sein de l'armée d'Arthur Wellesley, avec le rang de lieutenant-général, Paget dirige l'offensive britannique sur Porto. Lors de la seconde bataille de Porto, le 2 mai 1809, il fait montre d'une grande bravoure et perd un bras en défendant le séminaire, point clef du dispositif britannique. Renvoyé en Espagne en 1811 pour seconder Wellington, Paget est fait prisonnier en octobre lors de la retraite qui suit l'échec du siège de Burgos. Il n'est libéré qu'à la fin des guerres napoléoniennes. Selon Yves Martin, « il est probable que s'il [Paget] n'avait pas été blessé à Oporto puis capturé à Burgos, sa carrière aurait été infiniment plus brillante ».
Remis à la tête du 28e régiment d'infanterie le 26 décembre 1815, Paget est envoyé en 1820 à Ceylan dont il est gouverneur d'août 1821 à mars 1823. Dès 1822, il devient commandant en chef des troupes britanniques aux Indes et dirige en tant que tel la campagne birmane de 1824-1825. Très critiqué pour sa gestion de la mutinerie de Barrackpore, Paget est défendu par Wellington et accède au grade de général en 1825. Rentré en Angleterre à la fin de l'année 1825, il se retire au château de Cowes. Gouverneur du collège royal militaire de Sandhurst à partir du 25 mars 1826, il est, à partir du 10 janvier 1837 gouverneur de l'Hôpital royal de Chelsea, dans le cimetière duquel il est enterré après son décès au château de Cowes le 13 mai 1849.

## Décorations
- Grand-croix de l'ordre de la Tour et de l'Épée le 29 avril 1812[1].
- Ordre du Bain, Chevalier grand-croix, le 12 juin 1812[1].